# Dinmore, Queensland
Dinmore är en del av en befolkad plats i Australien. Den ligger i kommunen Ipswich och delstaten Queensland, omkring 24 kilometer sydväst om delstatshuvudstaden Brisbane. Antalet invånare är 897.
Runt Dinmore är det tätbefolkat, med 356 invånare per kvadratkilometer.. Närmaste större samhälle är Ipswich, nära Dinmore.
I omgivningarna runt Dinmore växer huvudsakligen savannskog. Genomsnittlig årsnederbörd är 1 252 millimeter. Den regnigaste månaden är januari, med i genomsnitt 248 mm nederbörd, och den torraste är oktober, med 34 mm nederbörd.